# Пажма (озеро)
Пажма — пресноводное озеро на территории городского поселения Зеленоборского и сельского поселения Зареченск Кандалакшского района Мурманской области.
Является частью Княжегубского водохранилища.

## Общие сведения
Площадь озера — 4 км². Располагается на высоте 37,2 метров над уровнем моря.
Форма озера лопастная, продолговатая: оно почти на семь километров вытянуто с запада на восток. Берега изрезанные, каменисто-песчаные, преимущественно возвышенные.
Пажма по сути является частью Ковдозера, через которое протекает река Ковда, впадающая в Белое море.
С юга в озеро впадает река Лопская.
В озере расположено около полусотни безымянных островов различной площади, рассредоточенных по всей площади водоёма.
Населённые пункты и автодороги вблизи водоёма отсутствуют.
Код объекта в государственном водном реестре — 02020000611102000001860.